# Euscelis caucasicus
Euscelis caucasicus är en insektsart som beskrevs av Alexander Fyodorovich Emeljanov 1962. Euscelis caucasicus ingår i släktet Euscelis och familjen dvärgstritar. Inga underarter finns listade i Catalogue of Life.